# Акселерометр

Схема простого акселерометра. Вантаж закріплений на пружині. Демпфер пригнічує коливання вантажу. Чим більше повне прискорення, тим сильніше деформується пружина, змінюючи покази приладу.

Акселеро́метр (від лат. accelero — «прискорюю» і грец. μετρεω — «вимірюю») — прилад, яким вимірюють прискорення або перевантаження, що виникають під час випробування різних машин та їхніх систем.
Акселерометр — прилад для вимірювання сили реакції індукованої прискоренням або гравітацією.
Одно- та багато-вісні моделі можуть визначати величину та напрям прискорення у вигляді векторної величини і тому можуть бути використані для визначення орієнтації, вібрації й ударів.
Акселерометри присутні в багатьох портативних електронних пристроях й гральних консолях, включаючи iPhone і Wii Remote від Nintendo.
Акселерометр вимірює проєкцію повного прискорення. Повне прискорення є рівнодіючою сил негравітаційної природи, що діє на масу, віднесеної до величини цієї маси. Акселерометр можна застосовувати як для того, щоб вимірювати проєкції абсолютного лінійного прискорення, так і посередні проєкції гравітаційного прискорення. Остання властивість використовується щоб створювати інклінометри. Акселерометр входить до складу інерціальних навігаційних систем, де отримані за їх допомогою виміри інтегрують, отримуючи інерційну швидкість і координати носія.

## Застосування
Застосовується при випробуваннях та експлуатації кораблів, літаків, ракет, автомобілів тощо, а також як чутливий елемент автопілотів, гіровертикалей та ін.
Крім того, в зв'язку з розвитком автоматизованих систем числового програмного керування верстатів, акселерометри використовуються для контролю стану різального інструменту, що дозволяє в онлайн-режимі проводити корекцію законів керування та, відповідно, контролювати точність обробки виробу. Акселерометри використовують в системах управління жорстких дисків комп'ютерів для активації механізму захисту від пошкоджень (які можуть бути отримані в результаті ударів і падінь).

### Інші застосування
Останнім часом завдяки поширенню знань акселерометри застосовують у манекенах для вимірювання навантаження на органи людини в екстремальних умовах.
Також широко застосовується в смартфонах. В першу чергу, саме завдяки акслерометрам зображення на екрані змінює своє положення в залежності від горизонтальної або вертикальної орієнтації гаджета. Як наслідок, його наявність забезпечує як яскравий ігровий процес, так і деякі службові функції: наприклад, деякі моделі дозволяють прийняти вхідний дзвінок, легко потрусивши апарат.

## Класифікація
Розрізняють акселерометри
- за принципом будови:
  - механічні
  - електромеханічні
  - електричні
  - інші
- за видом руху:
  - лінійні
  - кутові
- за призначенням:
  - що вимірюють прискорення як функцію
    - часу
    - шляху

  - максимальні, що вимірюють:
    - момент досягнення об'єктом заданого значення прискорення
    - максимальне значення прискорення в швидкоплинному процесі (наприклад, за удару)

Найчутливіші та найточніші (до мільйонних часток) акселерометри застосовують саме в інерціальній навігації.